# 伊福陽太
伊福 陽太（いふく ようた、2002年12月23日 - ）は、日本の陸上競技選手。専門は長距離種目。京都府出身。早稲田大学政治経済学部を卒業し、現在は住友電工陸上競技部に所属。

## 来歴
地元の洛南高等学校を経て、指定校推薦枠で早稲田大学政治経済学部に進学した。
2022年11月20日、第35回上尾シティハーフマラソンに出走して1時間2分50秒（大学生の部16位）をマークした。
2024年1月の第100回箱根駅伝では8区に起用され、区間5位（1時間04分56秒）であった。2月11日の延岡西日本マラソンで初めてフルマラソンに挑み、学生歴代6位となる2時間9分26秒で優勝するとともに、大会記録を18年ぶりに更新した。また早稲田大学在学者としてのマラソン記録（従来は佐藤敦之の2時間9分50秒）も24年ぶりに更新している。

## 戦績・記録

### 大学三大駅伝戦績
| 学年               | 出雲駅伝                 | 全日本大学駅伝                    | 箱根駅伝                           |
| ------------------ | ------------------------ | --------------------------------- | ---------------------------------- |
| 1年生 （2021年度） | 第33回 ― - ― 出場なし    | 第53回 ― - ― 出場なし             | 第98回 ― - ― 出場なし              |
| 2年生 （2022年度） | 第34回 早稲田大学 不出場 | 第54回 ― - ― 出場なし             | 第99回 8区-区間10位 1時間05分20秒  |
| 3年生 （2023年度） | 第35回 ― - ― 出場なし    | 第55回 8区-区間19位 1時間04分41秒 | 第100回 8区-区間5位 1時間04分56秒  |
| 4年生 （2024年度） | 第36回 ― - ― 出場なし    | 第56回 6区-区間10位 38分21秒      | 第101回 8区-区間11位 1時間05分54秒 |

## 自己記録
- 5000m - 14分07秒53（2023年9月27日）
- 10000m - 28分55秒78（2023年12月2日）
- ハーフマラソン - 1時間2分50秒（2022年11月20日）
- マラソン - 2時間9分26秒（2024年2月11日）